# エルサゲート
エルサゲート（英語: Elsagate）とは、子供にとって不適切なテーマを扱った動画や、それらがYouTubeやYouTube Kids等のプラットフォーム上で家族向けのコンテンツとして拡散されている状況を指す造語。これに分類される動画のほとんどは、暴力、セクシャリティ、フェティシズム、トイレのユーモア、その他の危険又は人々を動揺させる状況や活動を表すもので、表示する際に注意が必要とされる。

## 概要
エルサゲートにあたる動画では、登場人物を有名で家庭的なキャラクターに似せたり、権利者の法的な許可なくクロスオーバーさせたりする行為が散見される。"Elsagate"という造語も、Elsa（2013年に公開されたディズニーのアニメーション映画『アナと雪の女王』の主人公のひとりで、よく動画内で取り上げられる）と-gate（スキャンダルに関連した出来事に用いられる接尾辞）を合わせた合成語である。ただし、"Elsagate"は"Toy Freaks"のような、現実世界の子供を扱い、児童虐待が懸念されるような内容を含む動画を指すこともある。
エルサゲートにあたる動画の多くは実写か、作りの粗いデジタルアニメーションのどちらかだが、いくつかのチャンネルではクレイ・アニメーションなど精巧な技術が使用されている。YouTubeは年齢制限に関するポリシーを定めているほか、動画が子供向けにふさわしいかを判断するアルゴリズムを持っているが、これらの動画はそれらの規制を回避するようにタグ付けを行い、これによりYouTube Kidsへの配信も可能にしている。巨大化した今日のYouTubeには、これらの動画をひとつずつ審査することは難しいと考えるメディアもある。
YouTubeの検索結果のより上位に表示されるように、またユーザーの注目をより多く集めるために動画のタイトルや説明文には "education"（教育）,"learn colors"（色を学ぶ）,"nursery rhymes"（童謡）等の単語が入っていることが多い。また、動画に自動挿入広告を加えており、YouTubeと動画投稿者には利益が生じている。この種の動画は不快でしばしば混乱を生じさせると評されているにもかかわらず、何百万回もの視聴回数を稼いでいるものも少なくない。
チャンネル自体への批判は遅くとも2016年には存在していたが、大きな関心を集めるようになったのは2017年からで、より広範な、YouTubeにおける子供の安全性に関する論争の一環として取り上げられた。 その年、いくつかのメディアがこの問題について報道し、その後、YouTubeは子供のコンテンツに関するより厳しいガイドラインを採用した。 11月下旬、YouTubeはチャンネルやビデオを「Elsagate」カテゴリに分類し、不適切な動画や、子供に関するユーザーの不適切なコメントを大量に削除し始めた。

## 歴史
2016年6月、英ガーディアン紙は同年3月に作成されたYouTubeチャンネル"Webs and Tiaras"に関する記事を公開した。カナダに拠点を置くWebs and Tiarasは、わずか2か月で月間視聴回数3位のチャンネルとなり、累計で約17億回以上再生されていた。このチャンネルでは、スパイダーマン、エルサ、ジョーカーなどのコスチュームを身にまとった人々の奇妙で無意味な行動をとらえた動画などが公開されていた。この動画にはBGMは付いていたものの、言葉による説明はなく、言語の壁を越えてオーディエンスを獲得することができた。記事では、YouTubeには彼らと同種のチャンネルが複数現れていることも報じられた。
2017年1月、ベトナムのYouTubeパートナーが管理する"Spiderman Frozen Marvel Superhero Real Life"というチャンネルでは、コンテンツに関する親たちからの苦情に対し、ベトナムのチャンネル登録者をブロックするなどした。その後このチャンネルの所有者はベトナム当局に罰金を科されている。
証拠はないものの、上記二つのチャンネルは多くの再生回数を稼いでいることからボットやクリックファームを使用しているとの見解がされている。
2017年2月、The Vergeは「大人がコスチュームを着て、奇妙な、言葉を発しない寸劇を繰り広げている様子が、世界最大のビデオプラットフォームで急成長を遂げている」とコメントした。多くのビデオを「哀れだが良性」と表する一方、一部の動画にトイレのユーモアや暴力的、性的状況が含まれているとした。 記事では他に、ほとんどのビデオは非常に限られた予算で制作されていることに触れ、一方で評価されている理由として"おしっこ, おう吐, キス, 妊娠, 医者による注射"等、子供が魅力的、面白い、恐ろしいと感じる「フロイトの懸念」を頻繁に使用したことによるものであると考察した。
同じく2月には、The Awlが"Webs and Tiaras"と、これに類似するチャンネルに関する記事を公開した。記事では『アナと雪の女王エルサは鶏の足をゲット!』、 『Frozen Elsa gets BRAIN BELLY!』、『Frozen Elsa & Anna TEAR SPIDERMAN APART!』、『サンタの悪魔はアナと雪の女王エルサとスパイダーマンを誘拐した!』、『アナと雪の女王エルサはトイレでスパイダーマンに恥ずかしい思いをさせた!』等に代表される彼らの動画を「無意味な悪夢」と表した。
ウェブサイトは、ビデオが「子供のコンテンツとしてはかなり歪められている: ビデオにはエルサが出産しているものもあれば、スパイダーマンがエルサに明るい色の液体を注入しているものもある。あなたは、シナリオがポルノの前座になりうることをうすうす感じているだろう」とコメントした。大半の動画では高評価と低評価のボタンが無効にされていたため、実際にどれくらいの人がこの動画を評価したのかを知ることはできなかった。
2017年3月、英BBCは「子供たちを騙している不穏なYouTube動画」についての記事を掲載した。記事では、「ペッパーピッグ」のキャラクターを使用した抜歯を扱う動画によって動揺したという母親の声を取り上げた。また、許諾を受けていないものの無害なコピーから、恐ろしい暴力的なコンテンツまで、「数百の」類似動画が存在することにも言及した。
CTV Newsも3月に、有名な子供向けキャラクターを登場させながら大人向けの話題を取り扱うYouTubeのフェイクアニメ問題について取り上げ、「動画には親しみやすいサムネイルが表示されていることがあるが、内容はまったく異なっている可能性がある」とし、これが子供にとって特に不適切であると指摘した。また、これらの動画は「モンスターや血、泣き叫ぶシーンなどが頻繁に登場しており、悪夢のような出来事が含まれている。動画の多くは暗い領域に向かっており、キャラクターはしばしば追い詰められ、攻撃されたり、負傷したりする。」とコメントした。
「Elsagate」という言葉は2017年にインターネット上で作られた。その年の夏、この言葉はTwitter上で有名なハッシュタグとなり、ユーザーはYouTubeやYouTube Kidsに存在するこれらのコンテンツについて注意を喚起した。Redditでは6月23日、この現象について議論するために「Elsagate」コミュニティが作成され、すぐに何万人ものユーザーが集まった。
これらの動画は、YouTubeがブロックされている中国においても、テンセント、Youku、iQiyiなどのローカル動画プラットフォームで発見されている。テンセントは動画プラットフォームを監視するために専念するチームを立ち上げ、2018年1月までに121のアカウントを永久に停止し、4000以上の検索キーワードをブロックしたとしている。中華人民共和国公安部はインターネット上の市民に対し、これらの動画を発見した場合は通報することを奨めた。
2017年11月、ラッパーのB.o.BやコメディアンのJoe Roganなどを含むセレブリティらが、これらの動画に対し懸念を表明した。また、動画が小児に対する小児性愛や児童性的虐待を正常化しようとしていると主張する陰謀論さえも広まった。
2017年11月4日、The New York Timesは、YouTubeのフィルタをすり抜けて子供たちを「驚かす」動画に関する記事を公開し、「これはミスか、悪意のある人物がYouTubeの子供向けアルゴリズムをだます方法を見つけたかのどちらかだ。」とした。著述家のJames Bridleは11月6日に「何かが間違っている」と題した記事をMediumに投稿し、「これら何千ものビデオ」について「誰か、何か、またはこれらの組み合わせが、子供たちを怖がらせ、傷付け、虐待するためにYouTubeを利用している」「多くの動画にみられる混乱しやすい内容は、人気のある文字、単語の絶え間ない"重ね合わせと混ぜ合わせ"の結果である」「結果として、本物の人間による動画でさえ自動化されたコンテンツに似ていた。"アルゴリズミックなコンテンツ制作集団"が"明らかなパロディや剽窃"を"何が起こっているのか完全に分からない"状態までに仕立て上げた。」とコメントした。 11月17日、インターネットのコメンテーターPhilip DeFrancoは「おかしなYouTube Kidsの問題」と題したビデオを投稿した。
米ニューヨーク・タイムズは、偽造アニメを投稿していたYouTubeチャンネルの一つである"Super Zeus TV"がベトナム・ホーチミン市で登録されたウェブサイトSuperKidsShop.comにつながっていることを発見した。SuperKidsShop.comで働いている男は、彼のパートナーが"100人程度のチーム"に所属し、その男が動画について責任を持っていると語ったが、その後の取材には応じなかった。
2017年11月9日、Negativlandのメンバーは、毎週放送しているラジオ番組"Over the Edge"の1回分をエルサゲートに費やした。
2017年11月23日、WEBメディア"Tabloïd"はWebs and Tiarasにリンクされているチャンネル、Toy Monsterに関する調査動画を公開した。彼らは、インタビューを拒否されたカナダ・ケベック州南岸に拠点を置く動画の制作者と対面した。動画に登場した俳優の一人は匿名で、契約上コメントを控えるよう義務づけられていると述べた。この調査によって、同一人物が運営する多数のチャンネルに全く同じコンテンツを投稿していることが明らかとなった。
2017年11月28日、フォーブスはElsagateを"デジタル世代の暗黒面"の例として紹介した。記事の著者は、問題の"巨大なスケール"は、YouTubeの子供向けコンテンツが"私たちが制御できないモンスター"となっていることを示しており、また、"私たちの理解を超えた方法で"配信されたコンテンツの "影響を受けた幼児が何人いるかを考えることは恐ろしい"とコメントした。

## 子供への影響
これらの動画が与える行動の変化については、今のところ科学的検証の対象にはなっていないが、多くの親たちが事例証拠をRedditの /r/Elsagate サブレディットに投稿しているほか、この問題に関連するチャンネルの動画を観た後の異常な行動について議論している。
小児科学のマイケル・リッチ教授は、「知っていて、信じていると思ったキャラクター」が、子供を動揺させるような不適切または暴力的な行動をしていた場合、これらのビデオが子供たちにとって潜在的に有害であると認めた。ニューヨーク・タイムズはこれを引用した
。

## YouTubeからの返答
2017年8月、YouTubeはコンテンツと収益受け取りに関する新しいガイドラインを発表した。論争の元となる、または攻撃的な動画を収益化させないようにする一連の努力の中で、クリエイターは「ファミリーフレンドリーなキャラクターを不適切に使用した」動画で収益を上げることができなくなると発表された。 同年11月には、「YouTubeのメインアプリで、報告があった場合にこのコンテンツを年齢制限する、新しいポリシー」を実装すると発表した。